# منطقه حفاظت شده پامیر
منطقه حفاظت شده پامیر، که به دو بخش پامیر بزرگ و پامیر کوچک تقسیم می‌شود، منطقه‌ای در واخان، ولایت بدخشان، است که به دلیل قرار گرفتن در رشته‌کوه پامیر دارای تنوع جانوری و گیاهی بسیار است و از جمله مناطق منحصر به فرد جهان به‌شمار می‌رود. وسعت این منطقه ۱۰٬۳۰۰ کیلومتر مربع است.

## زیاگان
از جمله زیاگان پامیرها می‌توان به گوسفند مارکوپولو، آهوی باختری، آهوی مشکین، پلنگ برفی، خرس قهوه‌ای، و غژگاو اشاره کرد. در کل، ۸ یا ۹ گونه پستاندار در این منطقه زندگی می‌کنند که از میان آن‌ها جمعیت گوسفند مارکوپولو و پلنگ برفی در معرض خطر انقراض جهانی هستند.